# Força Aeronaval

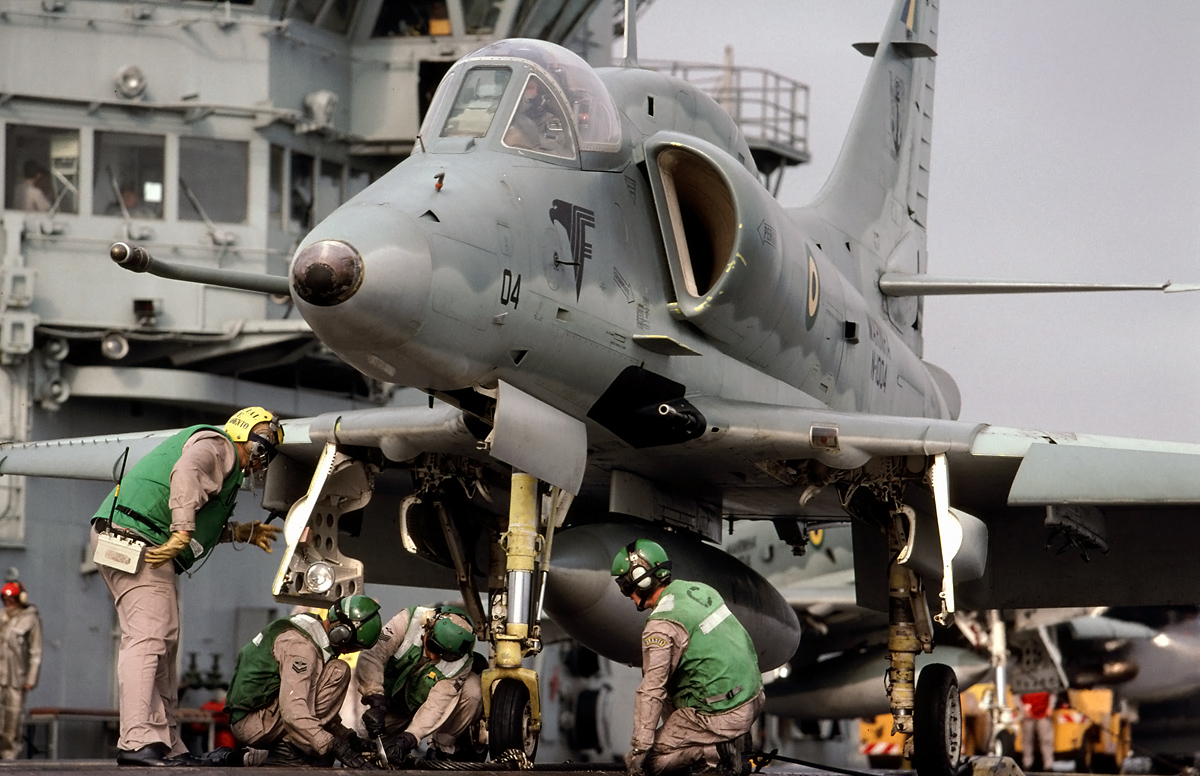
Un A-4 della squadriglia Falcões pronto al decollo sul ponte di volo della São Paulo mentre l'equipaggio risolve un problema alla catapulta, nel 2014.

La Força Aeronaval è la componente aerea della Marinha do Brasil, la marina militare del Brasile.

## Composizione e funzione
La struttura aerea è subordinata al Comando da Força Aeronaval, l'organizzazione militare incaricata di fornire supporto aereo operativo dalle unità della Marina militare brasiliana.
Gran parte dei velivoli ad ala fissa e rotante è basata a terra, con diverse squadriglie di aerei da attacco e da pattugliamento marittimo, e di elicotteri antisommergibile e da ricerca e soccorso. 
L'aviazione navale ha sede presso la Base Aérea Naval de São Pedro da Aldeia (base aeronavale di São Pedro da Aldeia), che ha il compito di provvedere alla manutenzione di tutto il parco aeromobili in dotazione, e si compone del Centro de Instrução e Adestramento Aeronaval, che provvede alla formazione dei piloti, ed il Comando da Força Aeronaval. Tuttavia gli esquadrões, equivalenti alle nostre squadriglie, si trovano dislocati in tutto il territorio nazionale, fornendo supporto aereo alle basi aeree terrestri della marina o conducendo operazioni nella zona.
La missione del Comando da Força Aeronaval è quella di "Garantire un adeguato supporto aereo alle operazioni navali al fine di contribuire alla condizione di un pieno utilizzo e pronto di potenza navale dove e quando necessario".

## Storia
Fu il tenente di marina Jorge Henrique Moller il primo brasiliano a divenire pilota militare, ricevendo il brevetto nel 1911 in Francia
L'aeronautica navale brasiliana nacque ufficialmente il 23 agosto 1916 quando, su decreto dell'allora presidente brasiliano Wenceslau Braz venne fondata una scuola di volo della marina militare. L'aeronautica navale rimase operativa fino al 1941, quando con l'istituzione del Ministero dell'aeronautica la marina fu privata della sua componente aerea.
Solo nel 1952 grazie ad un atto governativo che diede una nuova gestione amministrativa alla Marinha do Brasil consentì di gettare le basi per la ricostituzione della propria componente aerea. Venne istituito il Centro de Instrução e Adestramento Aeronaval (CIAAN) per la preparazione dei piloti e successivamente, con un nuovo decreto del 1965, la Força Aeronaval si dotò di una flotta di elicotteri.
Con un nuovo decreto del 1998 la Força Aeronaval venne autorizzata alla acquisizione di velivoli ad ala fissa da utilizzare sull'ammiraglia della flotta, la portaerei São Paulo,  ex Foch di Classe Clemenceau della Marine nationale, acquistata dal governo francese. La dotazione della portaerei è affidata a 20 McDonnell Douglas A-4 Skyhawk, ridesignnati AF-1 (A-4KU), da attacco al suolo, integrati da 3 addestratori AF-1A (TA-4KU), già utilizzati dalla Al-Quwwat al-Jawwiyya al-Kuwaytiyya (Aeronautica militare del Kuwait)
Dal ritiro della portaerei argentina ARA Veinticinco de Mayo i piloti argentini appontano periodicamente sulla São Paulo per mantenere la qualificazione alle operazioni su portaerei. Le due forze aeree hanno anche cooperato nel mantenere in efficienza i velivoli, e durante la guerra delle Falkland due Turbo Tracker brasiliani vennero dati all'Argentina per rimpiazzare i suoi analoghi velivoli usurati dalle operazioni.
A tutto il 2012, la Aviação Naval operava con 81 mezzi aerei.

## Aeromobili in uso
Sezione aggiornata annualmente in base al World Air Force di Flightglobal del corrente anno. Tale dossier non contempla UAV, aerei da trasporto VIP ed eventuali incidenti accorsi durante l'anno della sua pubblicazione. Modifiche giornaliere o mensili che potrebbero portare a discordanze nel tipo di modelli in servizio e nel loro numero rispetto a WAF, vengono apportate in base a siti specializzati, periodici mensili e bimestrali. Tali modifiche vengono apportate onde rendere quanto più aggiornata la tabella.
| Aeromobile                     | Origine            | Tipo                                           | Versione (denominazione locale)      | In servizio (2024) | Note | Immagine |
| Aerei da combattimento         |                    |                                                |                                      |                    | |          |
| McDonnell Douglas A-4 Skyhawk  | Stati Uniti        | Aereo da attacco al suoloconversione operativa | AF-1B (A-4KU)AF-1C (TA-4KU)          | 3                  | 20 A-4KU e 3 TA-4KU (ridesignati AF-1 e AF-1A) ex Al-Quwwat al-Jawwiyya al-Kuwaytiyya acquistati nel 1997, consegnati a partire dal 1998 ed entrati in servizio nel 2001. A partire dal 2009 fu avviato un programma per portare, entro il 2015, nove monoposto e tre biposto allo standard AF-1B/C. A febbraio 2018, dopo alcuni ritardi, la Marina brasiliana comunicò che avrebbe ricevuto solo sei aerei aggiornati (tre monoposto AF-1B e tre biposto AF-1C), anziché nove AF-1B e tre AF-1C come originariamente previsto dal contratto stipulato ad aprile 2009 con l'Embraer. L'aggiornamento comprendva revisione totale dei motore per riportarli a zero ore, adozione del radar IAI Elta 2032, nuovo cockpit con schermi multifunzione e nuovi armamenti. Tale aggiornamento avrebbe permesso di tenere gli aerei in servizio fino al 2028. La mossa fu dovuta a motivi di budget, ma anche per la decisione di eliminare la portaerei São Paulo e alla speranza di preservare la capacità di far funzionare gli aerei imbarcati per l'impiego su di una futura unità. L'ultimo dei 6 aerei aggiornati venne consegnato a marzo 2022. | .        |
| Elicotteri                     |                    |                                                |                                      |                    | |          |
| Aérospatiale AS 332 Super Puma | Francia            | elicottero medio pesante da trasportoSAR       | AS.332F1AS.532 Mk-1 Cougar           | 4                  | 6 AS 332F1 consegnati nel 1987 e 9 AS 532 Mk-1 nel 1998-2000. |          |
| Aérospatiale AS 350 Esquilo    | Francia            | elicottero leggero utility                     | UH-12 UH-13H125                      | 161                | 13 AS.350B (UH-12) consegnati nel 1979-1983), 7 AS.350BA nel 1988, 10 AS.355F2 biturbina nel 1986-1987. 15 nuovi H125 ordinati il 16 settembre 2022. Primo esemplare dei quindici nuovi H125 consegnato a metà aprile 2025. |          |
| Airbus H225M Caracal           | Unione europea     | elicottero multiruoloC/SARASuW                 | UH-15UH-15AUH-15B                    | 13                 | 16 ordinati, suddivisi in 8 UH-15 multiruolo e 3 UH-15A SAR in fase di consegna entro tutto il 2018, 5 UH-15B per lotta antinave da consegnarsi tra il 2018 ed il 2022. Il primo dei 5 UH-15B antinave è stato consegnato il 24 novembre 2021. Uno degli UH-15A è stato perso in un incidente l'8 agosto 2023. |          |
| Airbus H135                    | Unione europea     | SAR PROANTAR                                   | UH-17                                | 2                  | 3 H135 consegnati tra il 28 febbraio 2020 e il dicembre 2021. Utilizzati in molteplici ruoli come ricerca e soccorso, trasporto ed evacuazione medica e per il Programma Antartico Brasiliano (PROANTAR). Uno dei tre esemplari è stato perso in un incidente il 24 aprile 2023. |          |
| AgustaWestland Lynx            | Italia Regno Unito | elicotteri ASW                                 | SAH-11A (Lynx Mk-21A) Super Lynx 300 | 5                  | Dei 9 Mk-21 consegnati nel 1977-78, 5 sono stati aggiornati come Mk-21A. Dei 9 Super Lynx 100 consegnati nel 1996-1997, 8 sono stati portati ad uno standard simile al "300". 8 AH-11A sono stati aggiornati da Leonardo allo standard AH-11B, nell'ambito di un contratto del 30 giugno 2014 del valore di EUR117 milioni (USD145 milioni), e l'ultimo AH-11B sarà consegnato a dicembre 2020. |          |
| Sikorsky S-70B Seahawk         | Stati Uniti        | elicotteri ASW                                 | MH-16                                | 6                  | Operano dalla nave da sbarco G40 Bahía e dalla portaelicotteri A140 Atlântico. |          |
| Bell 206                       | Stati Uniti        | elicottero da addestramento                    | IH-6AIH-6B                           | 10                 | Dei 18 Bell-206B2 acquistati nel 1975 e 16 Bell-206B3 acquistati nel 1985-1986, ne restano in servizio 17 a tutto il 2018. A maggio 2025 è stato comunicato che due IH-6B saranno donati alla Marina Militare dell'Uruguay. |          |

## Aeromobili ritirati
- Sikorsky SH-3 Sea King